# Хошраван-е Софла
Хошраван-е Софла (перс. خسروان سفلي) — село в Ірані, у дегестані Тальх-Аб, у бахші Хенеджін, шагрестані Фараган остану Марказі. За даними перепису 2006 року, його населення становило 157 осіб, що проживали у складі 45 сімей.

## Клімат
Середня річна температура становить 11,68°C, середня максимальна – 31,36°C, а середня мінімальна – -11,39°C. Середня річна кількість опадів – 256 мм.
| Клімат поселення                              | Клімат поселення | Клімат поселення | Клімат поселення | Клімат поселення | Клімат поселення | Клімат поселення | Клімат поселення | Клімат поселення | Клімат поселення | Клімат поселення | Клімат поселення | Клімат поселення | Клімат поселення |
| Показник                                      | Січ.             | Лют.             | Бер.             | Квіт.            | Трав.            | Черв.            | Лип.             | Серп.            | Вер.             | Жовт.            | Лист.            | Груд.            |                  |
| Середній максимум, °C                         | 7,03             | 9,04             | 14,19            | 19,64            | 23,90            | 30,52            | 31,36            | 30,10            | 26,02            | 20,28            | 13,38            | 7,65             |                  |
| Середня температура, °C                       | −2,19            | −0,18            | 4,97             | 10,44            | 14,70            | 21,30            | 25,07            | 23,82            | 19,74            | 14,01            | 7,10             | 1,38             |                  |
| Середній мінімум, °C                          | −11,39           | −9,38            | −4,25            | 1,23             | 5,49             | 12,10            | 18,81            | 17,54            | 13,46            | 7,74             | 0,82             | −4,9             |                  |
| Норма опадів, мм                              | 35               | 35               | 47               | 36               | 31               | 5                | 1                | 1                | 0                | 9                | 22               | 34               |                  |
| Середньомісячна швидкість вітру, м/с          | 1.67             | 2.11             | 3.07             | 3.19             | 2.65             | 2.53             | 2.40             | 2.32             | 2.21             | 2.10             | 1.76             | 1.76             |                  |
| Середньомісячна сонячна радіація, кДж/м²·день | 9043             | 12121            | 14642            | 18122            | 22169            | 26651            | 25990            | 23947            | 20770            | 15322            | 10865            | 8795             |                  |
| --------------------------------------------- | ---------------- | ---------------- | ---------------- | ---------------- | ---------------- | ---------------- | ---------------- | ---------------- | ---------------- | ---------------- | ---------------- | ---------------- | ---------------- |
| Джерело:                                      |                  |                  |                  |                  |                  |                  |                  |                  |                  |                  |                  |                  |                  |